# 神話戦士ギガゼウス
『神話戦士ギガゼウス』（しんわせんしギガゼウス）は、関西テレビで2011年3月から放送されている特撮テレビドラマ（深夜特撮）。

## 概要
脚本・監督は『人の怒らせ方』シリーズやノリアキのプロデュースで知られる古屋雄作が手がけている。地球の征服をもくろむヘルザスターと地球防衛企業・株式会社ゼウス技研による戦いをユーモラスに描いた異色の特撮ドラマ。
関西テレビにて2011年3月に「episode-1」が単発特別番組として放送。9月に続編となる「episode-2」が前・後編の2回にわけて放送され、11月にDVDが発売された。2012年4月5日からレギュラー放送開始。これまで複数のローカル局で放送されている。
清野菜名の女優デビュー作。

## 登場人物

### ゼウス隊員
剣 剣介（つるぎ けんすけ） - 古賀亘
ゼウス隊・隊長。スカーフは銀。8年前の戦いでヘルザスターにとどめを刺した。以後、ゼウス隊を離れていたがヘルザスター復活を受けて復帰した。
「正義のヒーローとしてしか生きられない」自分を自他共に理解しており、彼女であるアサミと同居しながら仕事に就いては長続きせず辞める、という生活を送っていた。アサミと弟分のカズヤと共に無気力な暮らしを送っていたが、アサミの誕生日に彼女が取り付けたカフェの面接から臆して逃げてしまい、その後カズヤからも見放されアサミは出て行き、さらにはカズヤを痛め付けていた男たちに足を銃撃され全てを失ってしまう。
その後は杖を突き廃人も同然の生活をしていたが、人々が一斉に倒れる謎の事件に遭遇しヘルザスター復活を感じる。その際なぜか杖を捨て倒れてる人を跨いで全力疾走するなど気力が戻った。
熱血かつ真面目という典型的なヒーロータイプの性格だが、社会を舐めたような性格の南城に対しては放送コードギリギリの発言が飛び出すこともある。新人時代は先輩から教育として暴力も受けていたようで「自分が後輩を持った際はそんなことはしたくない」と考えていたが南城の態度に我慢ならずついに彼をボコボコにした。現代の文化には疎くBLとPLを勘違いしたりしている。
羅門でさえ手も足も出なかった魔陀羅獸、ドラウルを倒すなど非常に戦闘力が高い。
なお、アサミによるとアレは高校生並み、テクニックもスーパーじゃないとのこと。
沢田 康一（さわだ こういち） - 河野朝哉
ゼウス隊の新隊員。成績優秀で将来が嘱望されている。スカーフは赤。
真面目な性格ゆえにだらしない菊池やどこか自分たちを見下している羅門とはぶつかり合ってしまう。
当初菊池とは反目しあっていたが、彼が命を賭してヘルザスターの戦艦を破壊したことで考えを改め、以降は彼の遺志と帽子を引き継いでいる。
「シャドーアニマルズ」と思しき人間に父親を殺されており、独自に組織について調べていた。
南城 丈志（なんじょう たけし） - 東出有貴
新隊員。以前勤めていた大阪のアパレル関係の会社では仕事ができると評判だった。スカーフは青。
能力は高いがいざという時の度胸が無い。ヘルザスター戦艦への単独潜入を命じられた際も怯えて変身できなかった。以降、戦闘では一度も変身した場面を視聴者に見せていない。
本気で仕事に打ち込む剣を尊敬しているが、理想は高いが態度に問題があり度々剣を怒らせている。episode2ではついに剣を本気でキレさせ彼から罵詈雑言を浴びせられた挙句、その後の事件で彼からボコボコにされている。
剣にボコボコにされて以降は曲者揃いの隊員の中でも比較的まともなツッコミ役に回ったが、それでも勝手に阿久津の持つイミテーションと本物のゼウスブレスレットを交換するなどポカが目立つ。
羅門 颯人 (らもん はやと） - 佐々木喜英
ゼウス隊の新入隊員。スカーフは黒。元エリート部隊所属で、正規隊員の話を蹴ってなぜかゼウス隊に入隊した。
その正体は菊池と幼いころ親友の関係にあり、彼の死をきっかけにゼウス隊に入隊した。そのためレベルの低い隊を見て憤りを見せた。
非常にプライドが高く自己顕示欲も強い。そのプライドに見合うだけの実力も持ち、戦闘でも頼りにされている。次期エリートと言われている沢田をライバル視しており、睨む際は限界まで目を見開いて顔を近づける独特の仕草をとる。愛車はカマキリハンドルの自転車。
実は厨二病の気があり、愛用の黒いノートにはお世辞にも上手いとは言えない絵と痛い設定が描かれており、それを南城と上杉に笑われた際は剣をして「鬼かと思ったら羅門だった」と言わしめるほどに激怒した。
菊池 卓（きくち すぐる） - 菊池良 / 清宮翔吾（少年時代）
新隊員。稼働日は週7日OKという条件のみで採用された。スカーフは黄。
「今は見に徹している時期」などと言い訓練も適当に済ませていたため沢田とは反目していたが、実は幼いころにゼウス隊に所属していた兄の中を失っており、その仇討ちとして入隊した。最後の戦闘でもやる気の無い素振りを見せていたかと思われていたが、逃走しようとするヘルザスター戦艦に生身で特攻しその命と引き替えにヘルザスターを倒した。
吉崎 陽菜（よしざき ひな） - 清野菜名
新隊員。ゼウス隊のかたわらタレント活動もしている。ゼウス技研の大株主である関係者の推薦もあって入隊することとなった。研修中、自身のブログによるゼウス技研の情報流出で剣から注意を受ける。スカーフはピンク。
episode2では「思ったよりツラかった」との理由で脱隊しアイドル一本でやっていくことを決意している。だが実際は日向とデキていた。
阿久津 竜馬（あくつ りょうま） - 松原啓介
ゼウス隊の補欠隊員。以前、他の団体で地球防衛活動をしていた経験者。スカーフは緑。
経験者という立場から非常に細かいところまで注意する融通の効かない性格であるが、本人の能力はいたって平凡。その上初戦闘では補欠隊員であるにもかかわらず髪を染めサングラスをするなど舞い上がっていた。
さらに「フィギュア等の造形をやっている」らしい友人にゼウスブレスレットのレプリカを作らせるなど、典型的に形から入るタイプ。
若森 友（わかもり ゆう） - 富沢康弘
ゼウス隊・補欠隊員。いわゆる引きこもり。社会復帰支援政策の一環で試験的に採用された。長官曰く「ぶっちゃけ国から助成金が出る」。
上杉 佳織（うえすぎ かおり） - 徳井青空
ゼウス隊・新隊員。スカーフはピンク。シリーズ化エピソード第6話より加入。
声優と隊員業を兼業している。喋り方に時折声優のような演技が混ざるが、剣からは「普通にしろ」と注意されている。
実はBLが好きな腐女子で、暇があると原稿に自作の漫画を描いている。漫画のモデルは沢田と羅門で、いがみ合う彼らが非常に仲睦まじく見える妄想をしている。偶然南城に趣味がバレた際彼はドン引きしていた。
失敗を責められると不貞腐れる上、一時はそれが高じて記者会見を開かざるを得ない事態まで引き起こすなど、まともそうに見えてかなり癖のある性格をしている。
雁川原 春平（がんがわら しゅんぺい）-吉田宗祐
ゼウス隊・新隊員。スカーフは黄。シリーズ化エピソード第6話より加入。
会長の孫でラッパー。態度にかなり問題があるが、会長の孫という立場を盾にしたりはせず、自分なりに正義について考えている。自己紹介で自作ラップを披露し南城と羅門を虜にした。
緊急出動のギャラについて疑問を持つなど、剣からは「命を懸けていない」と説教され、友人たちからも陰では「ラップで食っていくなんて無理」と笑われていた。
その後会長がシャドーアニマルズに誘拐されそうになった際、畳み掛けるようにラップを披露し見事に会長を取り戻している。
剣に説教を受けた後、彼の戦う姿を見て次第に剣に惹かれていく。

### ゼウス技研の人々
印旛沼 一春（いんばぬま かずはる） - 飯田孝雄
ゼウス技研の会長であり創設者。まるでセリフのような話し方をする癖がある。瞬間移動したかと見紛うほど高速で移動できるなど、年齢に見合わず能力は常人をはるかに上回る。
「シャドーアニマルズ」と呼ばれる組織に襲われ負傷する。
日向 弾（ひゅうが だん） - 志水正義
ゼウス技研の統括長官。勤務態度は真面目とは言えない。その上、自分の言ったセリフを訂正されると（たとえ言葉のあやだとしても）「揚げ足を取られた」と思い込み怒るなど非常に面倒くさい性格。
吉崎とデキており、彼女が脱退すると同時に退職した。
松村 信彦 (まつむら のぶひこ) - 西勝研二
ゼウス技研・企画総務部の部長。勤続30年。普段はゼウス隊の武器管理や給与、保険などの処理など担当している。ゼウス技研就職説明会の進行を務める。
安田 均（やすだ ひとし） - 池田尚郎
ゼウス技研・営業統括部の部長。
元・ゼウス隊
8年前、剣とともにヘルザスターと戦ったシンジョウ、伊達、内藤、ユキの4人。ヘルザスター再来で長官は各人にゼウス隊復帰を要請したが以下の理由で断られた。シンジョウ「最近、子供が生まれた」、伊達「引越しのバイトでシーズン的に無理」、内藤「書き下ろしたビジネス本が当たって講演で全国をまわっている」、ユキ「番号が変わっていて連絡がとれなかった」。
中鉢 伝九郎（ちゅうばち でんくろう）
ゼウス技研システム開発部部長。ギガゼウスのシステムを開発した。500年は封印が解けるはずが無いヘルザスターがたった8年で復活した理由は、単なる計算ミスであった。
古文書に記されていた情報から古代の神話戦士を模したギガゼウスを作るなど能力は高いが、前述の計算ミスの他、常人が生身で触れ続けると危険なダーク魔陀羅を使った兵器「タイタン」を支給するなど肝心な場面で抜けている。
ラペロプス
ピンクのアリのような外見の魔陀羅獣。ギガゼウスに敗北後、瀕死の状態でゼウス技研に運び込まれ去勢（ダーク魔陀羅の除去）されヘルザスターの情報を定期的に提供する仕事に就いた。愛称は「ラペ」
魔陀羅獣でありながら喫煙者で、行動がいちいちオッサン臭い。

### ゼウス技研の敵
ヘルザスター - 村上順也
凶悪宇宙魔皇帝。惑星を支配し、その星の資源を自分のものとして最終的には完全なる悪の宇宙を創りだすことを目的としている。「ダーク魔陀羅」と呼ばれる闇のエネルギーを原動力として、手下のモンスター「魔陀羅獣」たちを生み出す。8年前にギガゼウスとの戦いに敗れ、封印されていた。
ソドーム  - 和田三四郎
ヘルザスターが地球侵略に派遣した魔陀羅獣。ロボットのような外見。
ゴモーラ - 和田三四郎
同上。
ラペロプス - 和田三四郎
ヘルザスターが生み出した108匹の魔陀羅獣のうちの1匹。手足に鋭い鉤爪、頭部に一対の触角を持つ。倒された後ゼウス技研に去勢される。詳細はゼウス技研の項を参照。
ドラウル
鎧を着た狼のような魔陀羅獸。これまでの魔陀羅獸とはケタ違いの220万魔陀羅を誇る戦闘狂であり、荒々しい性格をしている。炎が主な武器。
剣との戦闘でゼウスソードを受け敗れた。
デスシェプスト
黄金の仮面のような頭をした大柄な魔陀羅獸。知的で冷静であり、「自分はドラウルのような戦闘狂ではない」と語り、剣に交渉を持ちかけるなどこれまでの魔陀羅獸とは一線を画す。
戦闘が専門では無いがパワーは並外れており、負傷していたとは言えゼウス技研の隊員たちを全く寄せ付けなかった。後にラペが計測したところ、1000万魔陀羅という途方も無いパワーを持つことが判明。ゼウス技研を絶望させた。

#### シャドーアニマルズ
灰戸 - 本宮賢二
リンジー・ウォン - 椿木琴乃
鈴原 - 小林豪

### その他
菊池 小百合 - 夏樹紗英子
菊池卓の母親。夜遅くまでインターネットばかりしている息子に手を焼いている。
菊池中（きくち あたる） - 田井和彦
菊池卓の兄で元ゼウス隊員。ゼウス技研始まって以来の天才と呼ばれていたが、9年前に訓練中不慮の事故でこの世を去る。
吉崎のマネージャー（別所さん） - 松井哲也
いいつでもどこでも吉崎に同伴する身なりが派手な男性マネージャー。
アサミ - 桐山玲奈
剣の彼女。バイトをしてもすぐ辞めてしまう彼を「ろくでなし」「甲斐性なし」と罵るが、何だかんだで彼を想っており辞めることを見越して次のバイトの面接を取り付けるなど何かと世話を焼く性格。
何度裏切られても彼を信じ続けていたが、誕生日に面接から逃げた彼にとうとう愛想を尽かしカズヤと共に出て行ってしまう。
カズヤ - 大河元気
ギガゼウスとして戦っていた剣に憧れ彼の下に押しかけて弟分を名乗る男。ガラは悪いが性格は一途で正義のヒーローとして戦っていた剣を純粋に尊敬していた。しかし喧嘩の実力は伴わず「お前は身体が弱い」と剣から言われていた。
アサミに想いを寄せていたが彼女の剣に対する想いを理解し身を引いていた。しかし、彼女の誕生日に裏切った剣についに激怒、「俺はあんたを絶対に許さない」と言い残し翌日アサミと共に駆け落ち同然に剣の下を去って行った。

## ギガゼウス
ゼウス技研が地球侵略生物の撃退を目的に開発したヒーロー。約2週間の特殊訓練を受けたゼウス隊員は「ゼウスブレスレッド」の装着と精神統一により神話戦士ギガゼウスへと変身することができる。
ブレスレットは世界に1つしか無い大変貴重な物で、価値が付けられるような物ではないがもし値段を付けるとするなら「2兆円」とのこと。
外見は白とブルーの全身タイツ、金色の角とプロテクター、手足にも金のバングルとアンクルがある。マスクは口元のみ露出している。
設定・特性
- 規定により変身は通常時5日に1度まで。ただし緊急時のみ3日に1度が適用される（最低でも中2日空けて行なうことが決められている）。実際の業務では、ギガゼウスの出動が日々発生することを想定してローテーション制を採用している。
- 規定以上の頻度で無理に変身した場合、身体に深刻な被害を及ぼしたり死亡する場合がある。
- 変身は「ギガフィックス!」の掛け声とともに変身ポーズを取ることにより全身が光に包まれる形で遂げる。
- 宇宙空間に飛び立つことが出来る。
- 変身解除の際には白目を剥くなど痙攣に似た症状をおこす。

必殺技
- ゼウスサンダー

仕掛けた相手を爆発させる。沢田が訓練中に考案。ゴモーラ相手に初披露して倒した。
- ゼウスキャノン

ラペロプスに対して使用した。反動が大きいらしく、片腕で使用することは不可能。
- ゼウスソード

過去に剣が使用していた必殺技。腕から光の剣を出し敵を斬り裂く。この技で何体もの魔陀羅獸を葬った。

## 世界設定・用語
ゼウス技研
現会長である印旛沼一春が創業した地球防衛企業。未確認生物体から地球を守るために設立された法人（株式会社）でギガゼウスを開発した。おもな業務は地球防衛とヒーロー派遣。「システム開発部」「営業統括部」「企画総務部」「防衛事業部」の4つの部門からなる。
ゼウス隊
ゼウス技研の防衛事業部防衛一課。隊員はギガゼウスに変身することができる。装備品に「ゼウスガン」などがある。補欠隊員（リザーバー）は、正規隊員がケガなど何らかの事情で活動できないときに代わって稼動する。

## スタッフ
- 企画：Cruiser
- プロデューサー：山岡重行（関西テレビ）、市川マミ（Cruiser）
- 脚本・監督：古屋雄作
- 音楽：小島健二、山田康人、J Dragon with gi-na(ep-2)
- 撮影：倉持武弘(ep-1)、木所寛(ep-2)
- 編集：河原弘志
- 特殊技術：山田順啓
- デザインワークス：谷田知彦
- ロゴデザイン：川瀬豊
- 特殊造型：吉田哲弥
- 助監督：近藤孔明(ep-1)、松岡孝典(ep-2)
- 制作担当：大船龍二
- VFX：コア・ブレイン、アンダーグラフ
- VFXプロデュース：杉木信章
- VFXスーパーバイザー：三輪智章
- 視覚効果：小林敬裕、林潔(以上ep-1)、泉谷修、原玉絵、花井俊介(以上ep-2)
- VFXアニメーター：山本英文(ep-1)
- アクション監督：松井哲也
- アクション・プロデュース：J-STUNTS NETWORK(ep-1)、マツイ・エンタープライズ(ep-2)
- 協力会社：映広、東宝コスチューム、ダーツ、マスクJ、東洋音響、ストロングワーク、特殊効果 亀甲船
- 制作プロダクション：Cruiser
- 制作協力：ドリーム・プラネット・ジャパン
- 制作著作：関西テレビ

## 主題歌
オープニングテーマ「神話戦士ギガゼウス」
作詞 - 古屋雄作 / 作曲 - 小島健二 / 編曲 - 山田康人 / 歌 - 松井哲也
エンディングテーマ
- episode-1 - 「リヴィン・オン・ア・プレイヤー」

作詞・作曲 - ジョン・ボン・ジョヴィ、リッチー・サンボラ、デスモンド・チャイルド / 歌 - ボン・ジョヴィ
- episode-2 -  「LOVE PHANTOM」

作詞 - 稲葉浩志 / 作曲 - 松本孝弘 / 歌 - B'z
挿入歌「愛をとめるな」
「episode-2 前編」で羅門颯人（佐々木喜英）の携帯着信音に使われた番組オリジナル楽曲。放送後、関西テレビの公式携帯サイトで着うた配信された。

## 放映リスト
| episode        | 放送日（関西テレビ） | サブタイトル               | 魔陀羅獣                |
| 単発ドラマ     | 単発ドラマ           | 単発ドラマ                 | 単発ドラマ              |
| -------------- | -------------------- | -------------------------- | ----------------------- |
| 1              | 3月31日              | 新たなる戦士たち           | ソドーム 、ゴモーラ     |
| 2              | 9月3日               | 受け継がれる遺志（前編）   | ラペロプス              |
| 2              | 9月10日              | 受け継がれる遺志（後編）   | ラペロプス              |
| 連続ドラマ     |                      |                            |                         |
| prologue （0） | 2012年4月5日         | 剣隊長の知られざる過去     |                         |
| 1              | 4月12日              | 新たなる戦士たち（前編）   | ソドーム 、ゴモーラ     |
| 1              | 4月19日              | 新たなる戦士たち（後編）   | ソドーム 、ゴモーラ     |
| 2              | 4月26日              | 受け継がれる遺志（前編）   | ラペロプス              |
| 2              | 5月3日               | 受け継がれる遺志（後編）   | ラペロプス              |
| 3              | 5月10日              | 世界を変える力（前編）     |                         |
| 3              | 5月17日              | 世界を変える力（後編）     |                         |
| 4              | 5月24日              | 炎立つ（前編）             | ドラウス                |
| 4              | 2012年5月31日        | 炎立つ（後編）             | ドラウス                |
| 5              | 6月7日               | 究極の兵器（前編）         | ドラウル デスシェプスト |
| 5              | 6月14日              | 究極の兵器（後編）         | ドラウル デスシェプスト |
| 6              | 6月21日              | さらば、ゼウス技研（前編） | デスシェプスト          |
| 6              | 6月28日              | さらば、ゼウス技研（後編） | デスシェプスト          |

## 放送局

### テレビ放送

#### 単発ドラマ
| 放送地域   | 放送局       | 放送系列       | 放送回 | 放送日時                                        | 備考 |
| ---------- | ------------ | -------------- | ------ | ----------------------------------------------- | ---- |
| 近畿広域圏 | 関西テレビ   | フジテレビ系列 | ep-1   | 2011年4月1日 金曜（木曜深夜） 1:50 - 2:50       |      |
| 近畿広域圏 | 関西テレビ   | フジテレビ系列 | ep-2   | 2011年9月4日・11日 日曜（土曜深夜） 1:35 - 2:05 |      |
| 長崎県     | テレビ長崎   | フジテレビ系列 | ep-1   | 2011年5月31日 日曜（土曜深夜） 1:35 - 2:35      |      |
| 静岡県     | テレビ静岡   | フジテレビ系列 | ep-2   | 2011年10月14日 金曜（木曜深夜） 2:25 - 2:55     |      |
| 静岡県     | テレビ静岡   | フジテレビ系列 | ep-2   | 2011年10月15日 土曜（金曜深夜） 2:21 - 2:51     |      |
| 福岡県     | テレビ西日本 | フジテレビ系列 | ep-1   | 2011年10月27日 木曜（水曜深夜） 0:45 - 1:45     |      |
| 神奈川県   | テレビ神奈川 | JAITS          | ep-2   | 2012年3月24日・31日 金曜 23:00 - 23:30          |      |

#### 連続ドラマ
| 放送地域   | 放送局                  | 放送系列       | 放送期間                      | 放送日時                     | 備考                 |
| ---------- | ----------------------- | -------------- | ----------------------------- | ---------------------------- | -------------------- |
| 近畿広域圏 | 関西テレビ(KTV)         | フジテレビ系列 | 2012年4月6日 - 2012年6月29日  | 金曜（木曜深夜） 1:00 - 1:30 |                      |
| 岩手県     | 岩手めんこいテレビ(mit) | フジテレビ系列 | 2013年1月23日 - 2013年4月17日 | 火曜（月曜深夜） 0:40 - 1:10 |                      |
| 日本全域   | BSフジ                  | BSデジタル放送 | 2013年7月14日 - 10月8日       | 日曜 9:30 - 10:00            | <ジャパコンキッズTV> |

### ネット配信
関西テレビの動画配信サービス「関西テレビ おんでま」を通じて以下の動画配信サービスで有料配信されている。
- PC - ShowTime / GYAO!ストア / テレビドガッチ
- テレビ - ひかりTV / TSUTAYA TV
- モバイル - テレビドガッチモバイル / ベストヒット動画、ベストヒットハリウッド＋ / QTVビデオ、QTVドーガ

## DVD
販売元：ポニーキャニオン
| タイトル                                                       | 発売日         | 収録内容 |
| -------------------------------------------------------------- | -------------- | --- |
| 神話戦士ギガゼウス episode-1 新たなる戦士たち 完全版           | 2011年11月16日 | テレビ版に未公開映像を加えたディレクターズカット完全版。 |
| 神話戦士ギガゼウス episode-2 受け継がれる遺志 完全版           | 2011年11月16日 | テレビ版に未公開映像を加えたディレクターズカット完全版。 |
| 神話戦士ギガゼウス スペシャルDVD-BOX episode-1&2（特典DISC付） | 2011年11月16日 | 3枚組（本編2枚＋特典1枚）。 封入特典：ブックレット「公式ガイドブック」 特典DISC（メイキング映像、出演者インタビュー、未公開&NGシーン）                                                                              |
| 神話戦士ギガゼウス episode-3 世界を変える力 完全版             | 2012年7月27日  | テレビ版に未公開映像を加えたディレクターズカット完全版。 |
| 神話戦士ギガゼウス episode-4 炎立つ 完全版                     | 2012年7月27日  | テレビ版に未公開映像を加えたディレクターズカット完全版。 |
| 神話戦士ギガゼウス スペシャルDVD-BOX episode-3&4（特典DISC付） | 2012年7月27日  | 3枚組（本編2枚＋特典1枚）。 特典DISC（メイキング映像（episode-3編）、新隊員インタビュー、ゼウス隊座談会（前編）、（株）ゼウス技研 謝罪会見（ロングバージョン）、未公開&NGシーン（episode-3&4編））                  |
| 神話戦士ギガゼウス episode-5 究極の兵器 完全版                 | 2012年8月24日  | テレビ版に未公開映像を加えたディレクターズカット完全版。 |
| 神話戦士ギガゼウス episode-6 さらば、ゼウス技研 完全版         | 2012年8月24日  | テレビ版に未公開映像を加えたディレクターズカット完全版。 |
| 神話戦士ギガゼウス スペシャルDVD-BOX episode-5&6（特典DISC付） | 2012年8月24日  | 3枚組（本編2枚＋特典1枚）。 特典DISC（メイキン映像（プロローグ編・episode-4 - 6編）、ゼウス隊座談会（後編）、神話戦士ギガゼウス －プロローグ－（連続ドラマ第1話)、未公開＆NGシーン（プロローグ編、episode-5&6編）） |

### イベント
『神話戦士ギガゼウス』スペシャルイベント
- 日時：2011年12月4日（日）
- 出演者：古賀亘、河野朝哉、東出有貴、佐々木喜英、古屋雄作監督
- イベント内容：DVD発売記念イベント。抽選で120名が参加。「神話戦士ギガゼウス episode-2」スペシャル上映会（キャストによるリアルタイムコメンタリー形式）、ゼウス隊員サイン入り特製グッズ抽選会、DVD購入者対象チェキ撮影付き握手会が行なわれた。上映会&トーク部分はUstreamにて生中継された。